# João Gomes da Silva
João Gomes da Silva (Lisbona, 9 gennaio 1962) è un architetto del paesaggio portoghese.

## Biografia
Alunno del professor Gonçalo Ribero Telles prima, e successivamente assistente e poi collaboratore, si laurea in Architettura del Paesaggio presso l'Università di Évora nel 1987 con una tesi sul progetto di Malagueira (Évora, Portogallo), successivamente collaborando al progetto con Alvaro Siza Viera per gli spazi pubblici.
Fonda assieme a Inês Norton lo studio di Architettura del Paesaggio Global_arquitectura paisagista nel 1994, lavorando e interpretando teorie dell'architettura del paesaggio e dello spazio pubblico partendo dall'interpretazione delle trasformazioni economiche, sociali e culturali; sempre indirizzato alla produzione critica dei concetti di paesaggio contemporaneo.
È stato professore all'Universitá di Évora dal 1987 al 1994, visiting professor a Berlino, all'Ensp di Versailles, a all'Università I.U.A.V. di Venezia, al Politecnico di Milano, al Politecnico di Torino, alle Sapienza - Università di Roma, alla Facoltà di Architettura di Alghero, all'università della Pennsylvania, Brasília, Coimbra, Barcellona, Girona, Cagliari, e ad Harvard Graduate School of Design. Attualmente è Professore all'Universitá Autonoma di Lisbona e all'Accademia di Architettura di Mendrisio, Svizzera. È stato Vice Presidente della APAP-Associação Portuguêsa dos Arquitectos-Paisagistas (2000/ 2004).

## Opere
- Masterplan di Malagueira, con Alvaro Siza, Portogallo.
- Spazi Pubblici Expo 1998, Lisbona, Portogallo.
- Giardini Garcia da Horta, Lisbona, Portogallo.
- Jardim das ondas, Lisbona, Portogallo.
- Parco Terello, Brescia, Italia.
- Lohserpark, Hamburgo, Germania.
- Parco Museo di Serralves, Oporto, Portogallo.
- Ribeira das Naus Riverfront, Lisbona, Portogallo.
- Nova School of Business and Economics, Carcavelos, Portogallo.
- Piscina das Salinas, Madeira, Portogallo.
- Padiglione Parco Avventura, Almada, Portogallo.
- Giardino per il Palazzo di Belem, Lisbona, Portogallo.
- Porto da pesca, Póvoa de Vazim, Portogallo.
- Ferrovia Parco Nazionale del Vesuvio, Parco Nazionale del Vesuvio, Italia.
- Centro di Vulcanismo e grotte di São Vicente, Madeira, Portogallo.